# Mathilde Bensoussan
Mathilde Bensoussan (de soltera, Matilde Tubau, Barcelona, 18 d'agost de 1929 - Rennes, 2 de gener de 2012) fou una filòloga i traductora francesa d'origen català.

## Biografia
En acabar la guerra civil espanyola es va establir a la Provença amb els seus pares. Aquests van tornar al cap d'uns anys, però ella es va quedar a França a viure amb una tieta. Es casà joveneta amb un funcionari i marxà un temps a viure a l'illa de la Reunió. Quan tornà a la metròpoli se separà del seu marit i es llicencià en Filologia Hispànica a la Facultat de Filosofia i Lletres d'Ais. El 1960 començà a donar classes al Liceu de Canes, on va conèixer el seu segon marit, Albert Bensoussan, amb qui es casà el 1964. Aquell any fou destinada al Departament d'Estudis Hispànics de la Universitat de Rennes, on va romandre fins que es va jubilar, el 1994. Va defensar la seva tesi de doctorat a la Sorbona el 1986, amb el títol Narcís Oller et son temps, dirigida per Maurice Molho.
Des del 1969 va introduir a la Universitat de Rennes l'ensenyament del català com a assignatura. Ha traduït al francès Salvador Espriu, Narcís Oller, Josep Massot i Muntaner, Baltasar Porcel, Isabel-Clara Simó, Pere Gimferrer, Blai Bonet i Jesús Moncada. També ha traduït al francès autors en espanyol com José Donoso.
El 1993 va rebre la Creu de Sant Jordi per la seva contribució a la promoció de la cultura catalana a França. El 1991 es va fundar l'Association Française des Catalanistes, fundació en la qual ella tingué un paper important i n'esdevingué primera vicepresidenta. En va ser presidenta de 1997 a 2001. El 1999 organitzà el col·loqui d'aquesta societat a Rennes.

## Obres i traduccions
- Écrivains de Catalogne (1973).
- Fortuny (1983) de Pere Gimferrer
- Galop vers les ténèbres (1990) de Baltasar Porcel
- Cimetière de Sinera; suivi de Les Heures; et Semaine Sainte (1991) traducció d'Espriu
- Printemps et automnes (1993) traducció de Baltasar Porcel
- Versification espagnole suivi de Petit traité des figures (1994) amb Albert Bensoussan
- La. fièvre de l'or (1996) de Narcís Oller
- La mer (2002) de Blai Bonet
- La Césure (2011), novel·la
- Khépri (2023), poema de Carles Duarte.